# Брейтуэйт, Лилиан
Дама Флоренс Лилиан Брейтуэйт (англ. Florence Lilian Braithwaite; 9 марта 1873, Рамсгит, Кент — 17 сентября 1948[…], Лондон) — британская актриса театра и кино.

## Биография
Родилась в семье священника в Рамсгите, в графстве Кент. Обучалась в Croydon High School. Вышла замуж за актёра-менеджера Джеральда Лоуренса. Начала свою карьеру с выступлений в любительских театральных труппах. Свой первый профессиональный дебют в театре она совершила в 1900 году, в постановке Как вам это понравится. Появилась в фильме Альфреда Хичкока 1927 года «По наклонной».
Наибольшая известность пришла актрисе благодаря роли матери-алкоголички в постановке Ноэля Кауарда The Vortex. Позже она показала свои актёрские таланты в драмах и в лёгких комедийных постановках, включая Arsenic and Old Lace (1942—1946).
На утверждение критика Джеймса Эгейта, что она была «второй самой красивой женщиной в Лондоне», Брейтуэйт ответила следующее: «Я это долго буду припоминать от нашего второго лучшего театрального критика».

## Личная жизнь
Во время Второй мировой войны была директором и основателем военного госпиталя при ENSA. 1 января 1943 года за свою деятельность на театральной сцене она была награждена Орденом Британской империи. Её дочь Джойс Кэри также сделала карьеру в кино и на телевидении.

## Избранная фильмография
- The World’s Desire (1915)
- Justice (1917)
- Dombey and Son (1917)
- The Gay Lord Quex (1917)
- Because (1918)
- Замки Испании (1920)
- Мэри находит золото[англ.] (1921)
- A Man of Mayfair (1931)
- Китайский пазл (1932)
- Московские ночи (1935)
- A Man About the House (1947)